# Iowa City
Iowa City är en stad i Johnson County i delstaten Iowa, USA med 67 862 invånare (2010). Det är den sjätte största staden i Iowa. Iowa City är huvudort för Johnson County. Staden är även platsen för University of Iowa.

## Historia

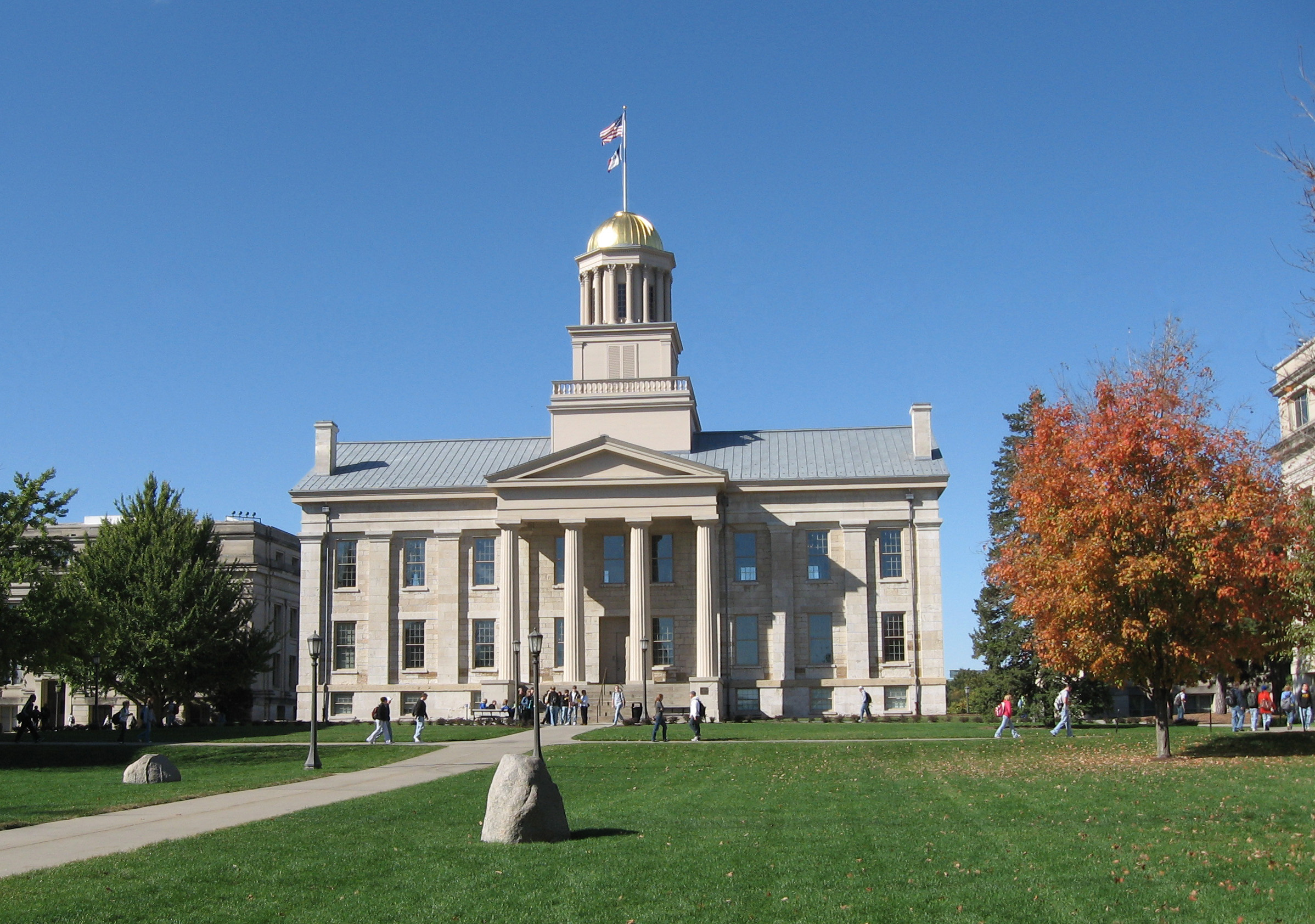
Den gamla huvudstadsbyggnaden från 1842, här i oktober 2008.

Iowa City grundades den 21 januari 1839, och var delstatshuvudstad i Iowa till 1857, då Des Moines blev huvudstad.
I juni 2008 drabbades staden av en översvämning, bland annat skadades universitetet. Två år tidigare, under påsken 2006 hade en tromb dragit fram i staden och orsakat materiella skador till ett värde av cirka 12 miljoner dollar.
Den 4 oktober 2019 hölls en fredagsskolstrejk med Greta Thunberg i staden, där skolungdomar demonsterade mot användandet av kolkraftverk.